# Gedung Joang 45

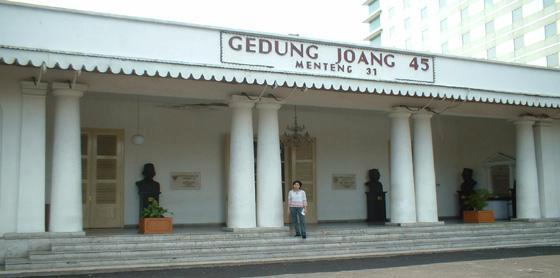
Het museum

Gedung Joang 45 is een historisch museum in Jakarta, dat de geschiedenis over de onafhankelijkheidsstrijd tegen het Nederlands koloniale bewind en de vorming van de staat Indonesië vertelt.

## Museum
Het museum is gevestigd in het vroegere gebouw van Hotel Schomper, aan de Jalan Menteng Raya 31. Dit museum werd na renovatie, in 1974 ingehuldigd door president Soeharto. Het is een nationaal monument. Er worden rondleidingen door veelal oud-strijders in het met veel attributen ingerichte gebouw gegeven. In veel vitrines wordt de geschiedenis door middel van maquettes uitgebeeld en vormen de vele schilderijen en foto’s uit die periode een belangrijke bron van documentatie. De historische opname van het uitspreken van de Proklamasi Kemerdekaan Indonesia door Soekarno op 17 augustus 1945 valt hier te beluisteren alsmede de oratie van Soekarno tijdens de grote bijeenkomst op het IKADA-veld op 19 september 1945. Het museum trekt veel bezoekers, waaronder veel schoolkinderen, maar ook Nederlanders. Voorts biedt het museum onder meer onderdak aan een bibliotheek met historische naslagwerken.
Het beheer van het museum valt onder het Bureau voor Toerisme en Cultuur van de stad Jakarta. Het ligt aan de Jalan Menteng Raya 31, Kelurahan Kebon Sirih, Menteng District, Centraal Jakarta.

## Hotel Schomper
Het oorspronkelijke gebouw van het gerenommeerde Hotel Schomper, werd in 1920-1938 beheerd door de eigenaar L.C. Schomper en zijn echtgenote. Nadat zij en hun inmiddels geboren zonen Pans Schomper en Ben Schomper naar Bandung waren verhuisd en een daar tweede Hotel Schomper hadden gevestigd, werd het hotel in Batavia in beheer gegeven, maar in 1942 werd het door de Japanners geconfisqueerd, en waarbij het werd bezet door de Ganseikanbu Sendenbu (Propaganda-afdeling). Daarna stond het bekend als Gedung Menteng 31 en werd het het hoofdkwartier van politieke jeugdleiders, zoals Sukarni, Chaerul Saleh, AM Hanafi en Adam Malik. Zij vormden de Pemuda Menteng 31 en waren ook verantwoordelijk voor de ontvoering van Soekarno, Mohammed Hatta en Fatmawati Soekarno uit hun woningen naar Rengasdengklok, de dag voor het uitroepen van de onafhankelijkheid. Het gebouw is ook nog voor korte tijd bezet geweest door de Nederlandse marine.